# Liste des maires de Saint-Jean-de-Maurienne
Pour un article plus général, voir Saint-Jean-de-Maurienne.
Cette page présente la liste des maires de Saint-Jean-de-Maurienne, sous-préfecture et cinquième ville du département de la Savoie en population depuis 1860.

## Liste des maires
| Période                                  | Période  | Identité             | Étiquette    | Qualité                    |
| ---------------------------------------- | -------- | -------------------- | ------------ | -------------------------- |
| 1860                                     | 1862     | Cyrille Richard      | ...          | Maire                      |
| 1862                                     | 1865     | Antoine Mottard      | ...          | Maire                      |
| 1865                                     | 1870     | Cyrille Richard      | ...          | Maire                      |
| 1870                                     | 1870     | Alexis Magnin        | ...          | Maire provisoire           |
| 1870                                     | 1874     | Maurice Petit        | ...          | Maire                      |
| 1874                                     | 1876     | Cyrille Richard      | ...          | Maire                      |
| 1876                                     | 1881     | Ignace Deleglise     | ...          | Maire                      |
| 1881                                     | 1904     | Florimond Truchet    | ...          | Maire, conseiller général  |
| 1904                                     | 1911     | Joseph Vuillermet    | ...          | Maire                      |
| 1911                                     | 1912     | Charles Bonnivard    | ...          | Maire                      |
| 1912                                     | 1935     | Henri Falcoz         | ...          | Maire, Député              |
| 1935                                     | 1938     | Alphonse Thibieroz   | ...          | Maire                      |
| 1938                                     | 1943     | Jean-Pierre Bouttaz  | ...          | Maire                      |
| 1943                                     | 1944     | Guido Fodéré         | ...          | Maire                      |
| 1944                                     | 1945     | Georges Beaufils     | ...          | Maire                      |
| 1945                                     | 1953     | Florimond Girard     | UNR          | Conseiller général, député |
| 1953                                     | 1971     | Samuel Pasquier      | UNR          | Maire                      |
| 1971                                     | 1977     | Charles Gubian       | UNR          | Maire                      |
| 1977                                     | 2008     | Roland Merloz        | PS           | Conseiller général         |
| mars 2008                                | 2020     | Pierre-Marie Charvoz | UMP puis UDI | Maire/Conseiller général   |
| 2020                                     | En cours | Philippe Rollet      |              | Maire                      |
| Les données manquantes sont à compléter. |          |                      |              |                            |

## Biographie des maires

### Pierre-Marie Charvoz
Pierre-Marie Charvoz, né le 24 avril 1967, est le 20e et actuel maire de Saint-Jean-de-Maurienne, vice-président du conseil départemental de la Savoie et président de Maurienne Expansion de 2008 à 2014.
Diplômé de l'Institut d'études politiques de Grenoble, titulaire d'un DUT de Gestion et Administration des entreprises, il fait un troisième cycle en gestion des ressources humaines[réf. nécessaire]. Il travaille ensuite pour le groupe Danone puis pour la société Camiva dont il a été le DRH puis le secrétaire général[réf. nécessaire]. Il est depuis janvier 2013 avocat au barreau d'Annecy.
Élu conseiller général du canton de Saint-Jean-de-Maurienne en 2001. Il devient vice-président du conseil général de la Savoie délégué aux affaires sociales de 2004 à 2008 et à la jeunesse. Il est réélu en 2008 et lors des élections départementales françaises de 2015 le binôme qu'il forme avec Monique Chevallier recueille plus de 60 % des suffrages. Il est depuis 2008, vice-président du conseil général délégué aux sports[réf. nécessaire].
Il est de  2007 à 2012, député suppléant de la Savoie. Il a été candidat aux élections législatives françaises de 2012 sur la Troisième circonscription de la Savoie où il obtient 48 % des suffrages et est battu par Béatrice Santais. Tête de liste aux municipales de 2008, il est élu maire de Saint-Jean-de-Maurienne au second tour où sa liste obtient près de 55 % des suffrages. Sa liste est réélue en 2014 avec plus de 58 % des suffrages et il entame un second mandat. Il est depuis 2008, vice-président de la Communauté de communes Cœur de Maurienne. 
En avril 2011, il quitte l'UMP au profit de l'UDI.  Il est considéré comme un proche de Bruno Le Maire.
Candidat aux élections législatives sur la 3ème circonscription de la Savoie, il est candidat sans aucune investiture et est battu dès le premier tour en réalisant 10% des suffrages.
Il est l'auteur de l'ouvrage Ardoisières et ardoisiers de Maurienne. Les carrières de Saint-Julien, paru en 2001.

## Pour approfondir